# Parc zoologique de Varsovie
Le jardin zoologique de Varsovie (polonais : Ogród Zoologiczny w Warszawie) est le zoo de la ville de Varsovie en Pologne. Il héberge près de 4000 animaux issus de 530 espèces différentes.

## Histoire
Pendant la Seconde Guerre mondiale, le directeur du zoo, Jan Żabiński, et son épouse, Antonina Żabińska, ont caché des Juifs rescapés du Ghetto de Varsovie dans leur villa, reliée au zoo par un souterrain, et sur le terrain du zoo, sauvant ainsi quelque 300 personnes. Cet épisode a inspiré un roman historique de Diane Ackerman ainsi qu'un long métrage de Niki Caro sorti en 2017 intitulé La Femme du gardien de zoo (The Zookeeper's Wife).